# Route nationale 184
Pour les articles homonymes, voir Route 184.
 (août 2010).
La route nationale 184, ou RN 184, est une route nationale française reliant Saint-Germain-en-Laye à l’autoroute A16 à L'Isle-Adam. Elle appartient en partie au tracé de la Francilienne.

## Historique
L'ancien tracé était légèrement différent. La RN 184 joignait Versailles à Saint-Ouen-l'Aumône. Elle a été renumérotée RN 186 entre Versailles et Le Port-Marly. Entre Le Port-Marly et Le Pecq, la RN 184 était en tronc commun avec la RN 13.
Du Pecq à Saint-Germain-en-Laye et à la forêt de Saint-Germain, elle a été déclassée en RD 284 après avoir, dans un premier temps, été renumérotée RN 184C puis RN 284.
De la forêt de Saint-Germain au viaduc de Conflans, elle suivait le tracé actuel. Ensuite, elle traversait Conflans-Sainte-Honorine pour rejoindre Saint-Ouen-l'Aumône. Cette dernière section porte maintenant le nom de RD 984.
Les communes traversées, les échangeurs routiers et autoroutiers et les principaux attraits qu'on peut trouver en empruntant cette route (liste non exhaustive) sont listés ci-dessous. 

## Département des Yvelines
- Saint-Germain-en-Laye (Rue Albert Priolet)
  - Carrefour avec la RN 13 - Début de la route nationale
  - Passage devant la gare de Saint-Germain-en-Laye - Grande-Ceinture
  - Carrefour avec la RD 190 (ex-RN 190)  - route de Saint-Germain à Poissy
- Forêt de Saint-Germain-en-Laye
  - Contournement Ouest du Camp des Loges
  - Carrefour avec la RD 284 (ex-RN 184C)  - Zone de la Fête des Loges
  - Carrefour avec la RD 308 (ex-RN 308)  - Lieu-dit de la Croix de Noailles
  - Passage devant la gare d'Achères - Grand Cormier
  - Viaduc du Grand Cormier (gare de Triage)
- Achères
  - Début de la voie rapide Achères-Conflans
  - Échangeur avec la RD 30 - vers la gare d'Achères-Ville
  - Viaduc de Conflans (la Seine)
- Conflans-Sainte-Honorine
  - Échangeur avec la RD 48 - vers la gare de Conflans - Fin d'Oise
  - Carrefour avec la RD 203 - vers Neuville-sur-Oise et Cergy
  - Fin de la voie rapide Achères-Conflans
  - Carrefour avec la RD 54 - vers Herblay

## Département du Val-d'Oise

### Communauté d'Agglomération de Cergy-Pontoise
- Éragny-sur-Oise (Boulevard Jacques Duclos)
  - Carrefour avec la RD 984 (ex-RN 184)  - vers la gare d'Éragny - Neuville
  - Carrefour avec le Boulevard de l'Oise - artère principale de l'agglomération
  - Passage à proximité du centre commercial Art de Vivre
- Saint-Ouen-l'Aumône (Voie Jean Moulin)
  -  Échangeur entre A 15 et RN 184 : Paris, Cergy-Pontoise, Rouen
  - Début de la voie rapide Saint-Ouen-Méry
  - Passage dans les Zones Industrielles du Vert Galant et des Bethunes

### Fin de la Communauté d'agglomération de Cergy-Pontoise
- Méry-sur-Oise
  -  Échangeur entre A 115 et RN 184 (échangeur de Méry-sur-Oise) : Taverny, Bessancourt, Paris, Argenteuil (A15)
  - Début de la section classée Francilienne
- Villiers-Adam
  -  Échangeur entre RN 104 (Francilienne) et RN 184 : Chantilly, Sarcelles, Domont, Ch.de Gaulle, Lille (A1)
  - Fin de la section classée Francilienne
- Nerville-la-Forêt
  -  : Baillet-en-France (de et vers l'A16) (demi-échangeur)
  -  : L'Isle-Adam, Presles, Nerville-la-Forêt, Paris (A16)
  -  Échangeur entre A 16 et RN 184 : Calais, Beauvais, Amiens

## Ancien tracé

### De Versailles au Port-Marly (N 186)
- Versailles
- Le Chesnay-Rocquencourt
- Louveciennes
- Marly-le-Roi
- Le Port-Marly

### Du Pecq aux Loges (D 284)
- Le Pecq
- Saint-Germain-en-Laye

### De Conflans-Sainte-Honorine à Saint-Ouen-l'Aumône (D 984)
Autrefois, aucun pont n'existait à Conflans-Sainte-Honorine: un bac était situé près des actuels pont et passerelle Saint-Nicolas à la pointe est de l'ancienne  île du Bac dont le quai du Bac à Achères conserve le souvenir. Un premier pont traversant la Seine fut construit à l'emplacement de ce bac  pour relier la ville au Parc agricole d'Achères en lisière septentrionale de la forêt de Saint-Germain-en-Laye : cette zone était en fait constituée de deux îles (l'île de Devant et l'île d'en Haut). Après la construction du nouveau pont en 1975 (viaduc de Conflans), ce premier pont fut réservé aux piétons et aux cyclistes puis détruit et remplacé en 1985 par la passerelle  piétons-cycles Saint-Nicolas à proximité de celui de l'actuelle RN 184. La rue qui prolongeait ce pont et l'actuelle passerelle aux sentiers forestiers s'appelle toujours Avenue de Saint-Germain-en-Laye.
Avant 1975, la RD 984 reliait donc en réalité le centre de Conflans-Sainte-Honorine (actuelle rue Maurice Berteaux qui permet de descendre vers les quais et le bac) à Saint-Ouen-l'Aumône :
- Conflans-Sainte-Honorine (Avenue Carnot)
- Éragny-sur-Oise (Boulevard des Aviateurs Alliés puis Avenue Roger Guichard[3])
  - Passage sous la voie ferrée (en gare d'Éragny - Neuville).
- Saint-Ouen-l'Aumône (Avenue de Verdun[4])

La RD 984 se termine à l'ancien Carrefour de la Demi-Lune dans la RD 14

## Éclairage
Depuis le début de l'année 2008, une partie de la RN 184 (ainsi que l'A 1, l'A 15 et l'A 115) n'est plus éclairée à la suite de vols de câbles.